# Ministry for Culture & Heritage
Das Ministry for Culture & Heritage (MCH), in Maori Manatū Taonga, ist ein Ministerium und Public Service Department (Behörde des öffentlichen Dienstes) in Neuseeland, das für die Themen, Kunst, Musik, Film, Radio, Sport und dem kulturellen Erbe des Landes sowie der Bewahrung seiner Geschichte zuständig ist.

## Geschichte
Das Ministry for Culture & Heritage wurde im Jahr 2000 gegründet. Doch das Engagement der neuseeländischen Regierung in Sachen Schutz des kulturellen und geschichtlichen Erbes reicht zurück bis in das Jahr 1865, als das Colonial Museum in Wellington gegründet wurde. Ihm folgten weitere Institutionen, wie die Alexander Turnbull Library im Jahr 1918, das Dominion Archives im Jahr 1926, das heute Archives New Zealand genannt wird und andere. Die National Art Gallery und das Dominion Museum die beide von 1930 bis 1992 eigenständig operierten, wurde schließlich zum Museum of New Zealand Te Papa Tongarewa vereint. Auch Werke wie das von der Regierung in Auftrag gegebene Werk An Encyclopaedia of New Zealand, das 1966 veröffentlicht wurde, unterstrich den Willen der Regierung, das Wissen um die Geschichte und Kultur des Landes zu sichern und weite Teile der Bevölkerung zugänglich zu machen. Es folgten Gründungen wie der National Film Unit, des Queen Elizabeth II Arts Council, dem Creative New Zealand und Agenturen wie der New Zealand Historic Places Trust, der später in Heritage New Zealand umbenannt wurde.
1975 wurden die kulturellen Aktivitäten der Regierung vom Department of Internal Affairs verwaltet und gesteuert, bis 1991 die Aufgaben von dem neu gegründeten Ministry of Cultural Affairs übernommen wurden. Zum Ende der 1990er Jahre erweiterte die Regierung ihre Sicht auf kulturelle und historische Angelegenheiten und maß ihnen eine größere Bedeutung zu. Zur Umsetzung der neuen Anforderungen wurde dann schließlich im Jahr 2000 das Ministry for Culture & Heritage gegründet, unter ihm, Stand 2018, siebzehn sogenannte Agencies (staatlich Organisationen), die für unterschiedlichste Aufgaben ihre öffentlichen Dienste anbieten.

## Agencies des Ministeriums
Die vom Ministerium bzw. der Regierung gegründeten und unter seiner Kontrolle stehenden Agencies:

Kunst und Musik
- 1994 – Creative New Zealand – Der Arts Council of New Zealand Toi Aotearoa ist für die Entwicklung der Kunst zuständig.[6]
- 2000 – New Zealand Music Commission – Die Kommission versteht die Musik Neuseelands als essentiellen Bestandteil der Nationalen Identität und versucht sie entsprechend zu fördern.[7]
- 1946 – New Zealand Symphony Orchestra – Das Orchester begleitet zusätzlich zu seinen eigenen Auftritten, Oper-, Ballett-, Film- und Festival-Produktionen. Es ist auch im Bildungsbereich tätig.[8]
- 1998 – Royal New Zealand Ballet (RNZB) – Das Ballett wird von einem selbstgewählten Vorstand verwaltet und wird vom Ministerium unterstützt.[9]
- 1972 – Te Matatini Society Inc. – Die Gesellschaft dient der Pflege der darstellenden Kunst der Māori.[10]

Rundfunk und Film
- 1989 – Broadcasting Standards Authority (BSA) – Die Organisation wacht über die Einhaltung von Standards im neuseeländischen Rundfunk.[11]
- 2014 – New Zealand Film Commission – Die Kommission unterstützt und fördert die neuseeländische Filmindustrie.[12]
- 2014 – NZ On Air – Die Kommission unterstützt und fördert die Produktionen von lokalen Fernsehanstalten, Radio- und Musik-Beiträgen sowie in Beiträgen für die neuen Medien.[13]
- 1995 – Radio New Zealand International – Produziert Beiträge für den pazifischen Raum.[14]

Kulturelles Erbe
- 1987 – Antarctic Heritage Trust – Der Trust wurde gegründet um das Gebiet der Ross Sea zu schützen.[15]
- 1954 – Heritage New Zealand – Pouhere Taonga, wie sich die Organisation in Māori nennt, wurde ursprünglich unter dem Namen New Zealand Historic Places Trust gegründet und im April 2014 in Heritage New Zealand umbenannt. Die Organisation kümmert sich um historische Gebäude und Plätze.[16]
- 1992 – Museum of New Zealand Te Papa Tongarewa – Te Papa, wie das Museum in Kurzform genannt wird, ist das Nationalmuseum Neuseelands.[17]
- 2012 – Ngā Taonga Sound & Vision – Ngā Taonga wurde in den Jahren 2012 bis 2014 durch den Zusammenschluss von New Zealand Film Archive Ngā Kaitiaki O Ngā Taonga Whitiāhua, Sound Archives Ngā Taonga Kōrero und Television New Zealand gebildet und dient als Archiv für Film, Fernsehen und Tonaufnahmen.[18]
- 1997 – Pukaki Trust – Der Trust kümmert sich um den Erhalt des Pukaki, einem Taonga (Kunstschatz) der Māori-Kultur.[19]
- 1984 – Te Māori Manaaki Taonga Trust – Der Trust, der im September 2015 eine Wiederbelebung erfuhr, soll das Taonga der Māori einer breiten Öffentlichkeit zugänglich machen.[20]

Sport und Erholung
- 1994 – Drug Free Sport New Zealand – Die Organisation wurde gegründet um den neuseeländischen Sport frei von Doping zu halten.[21]
- 2002 – Sport New Zealand – Sport NZ, wie die Organisation in Kurzform auch genannt wird, kümmert sich um die Sportförderung im Land.[22]

## Webseiten des Ministeriums
Domainadressen, die unter der Verantwortung des Ministry for Culture & Heritage geführt werden:
www.mch.govt.nz
- Webseite des Ministeriums
www.anzac.govt.nz
- Erinnerung an den 25. April 1915, der Schlacht von Gallipoli (Weiterleitung auf 
nzhistory.govt.nz
)
www.nzhistory.net.nz
- New Zealand History Online, Webseite zur Geschichte des Landes (Weiterleitung auf 
nzhistory.govt.nz
)
www.firstworldwar.govt.nz
- Zur Geschicht der Beteiligung Neuseelands am Ersten Weltkrieg (Weiterleitung auf 
nzhistory.govt.nz
)
www.nationalwarmemorial.govt.nz
- Webseite nicht mehr Online
www.teara.govt.nz
- The Encyclopedia of New Zealand
www.28maoribattalion.org.nz
- Geschichte des 28th Māori Battalion
www.quakestories.govt.nz
- Geschichte zu den Canterbury-Erdbeben in den Jahren 2010 und 2011
www.vietnamwar.govt.nz
- Geschichte zur Beteiligung Neuseelands am Vietnamkrieg
www.ww100.govt.nz
- Geschichte zur Beteiligung Neuseelands am Ersten Weltkrieg